# NATO School

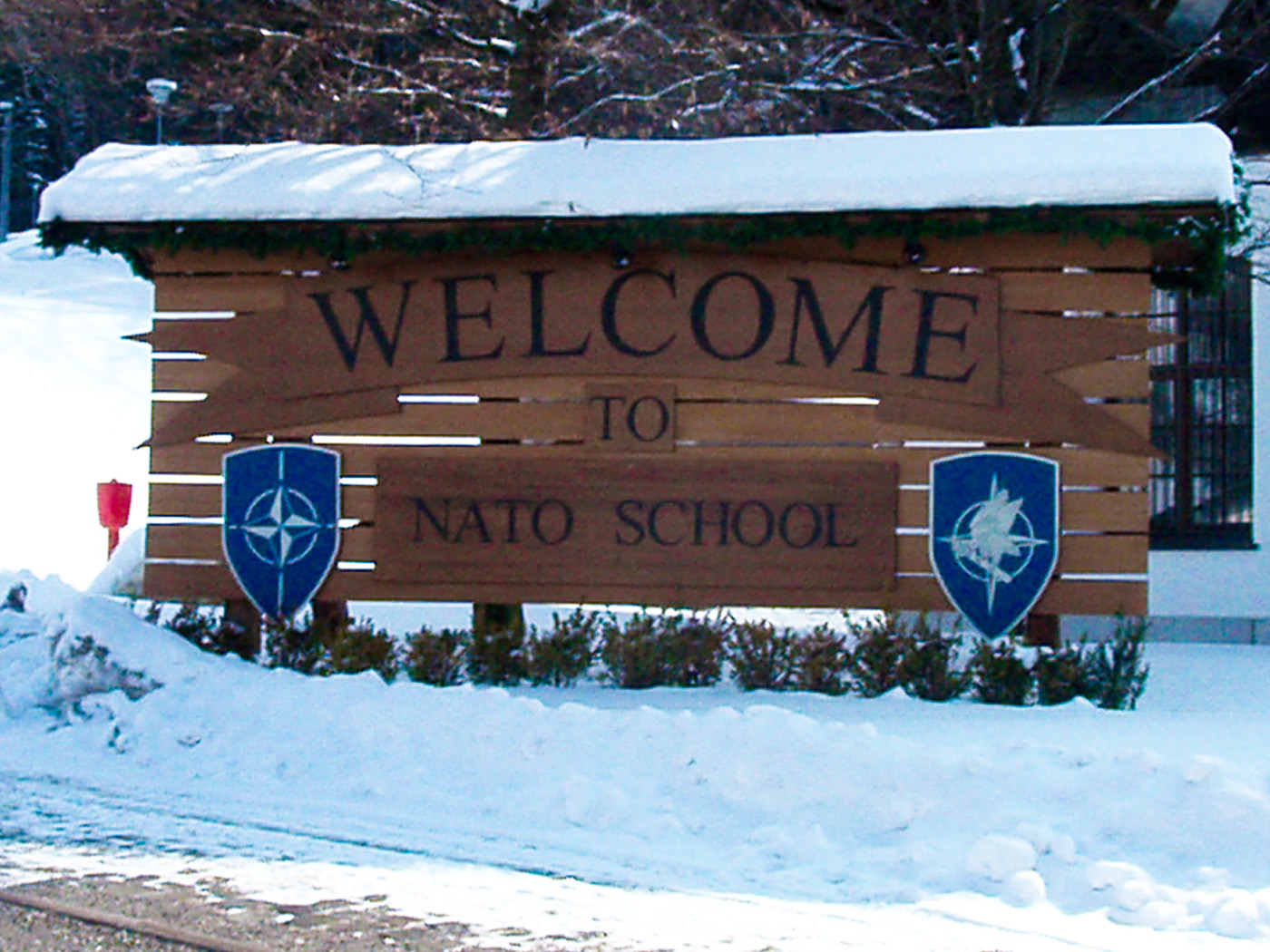

De NATO School is het belangrijkste opleidingsinstituut binnen de NAVO waar opleidingen op het operationeel niveau worden gegeven. Deze opleidingen zijn voor militairen en burgers van NAVO-landen en NAVO-partnerlanden.
De school, de enige in haar soort ter wereld, ligt in Oberammergau (Beieren), niet ver van Garmisch-Partenkirchen. Jaarlijks komen er zo'n 10.000 studenten uit 60 verschillende landen een cursus bezoeken. De staf van de school bestaat uit militairen en burgers van 24 verschillende landen, waaronder ook Nederlandse militairen.